# Título honorífico

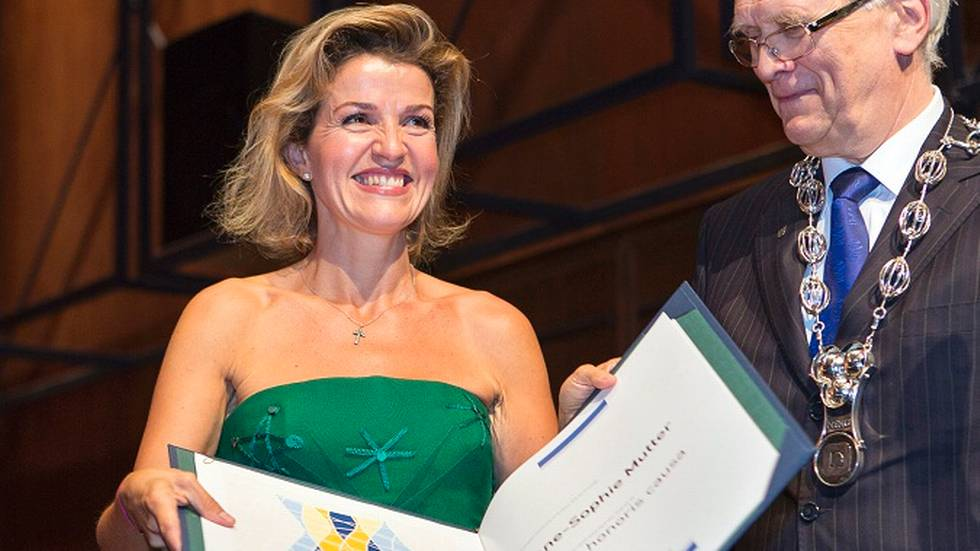
Título de honor.

Título honorífico o título de honor es el calificativo que engloba cualquier tipo de título otorgado por una causa de importante relevancia, a personas vivas o fallecidas, con independencia de que forme parte de la realeza o se dedique a cualquier profesión o actividad.
Ejemplos de 'títulos de honor' son :  Doctor «honoris causa» («por causa de honor») ; Doshu (líder del camino) y el de Hijo Ilustre, conferido a los nacidos en un lugar en particular.